# Liste des sénateurs de Wallis-et-Futuna
Cette page présente la liste des sénateurs élus à Wallis-et-Futuna. 
En 1961, Wallis-et-Futuna est intégré à la République française. Le statut de Wallis-et-Futuna de 1961 instaure l'élection d'un député et d'un sénateur pour représenter le territoire d'outre-mer. La première élection sénatoriale s'est déroulé l'année suivante. Le sénateur est élu par un collège électoral composé du sénateur sortant, du député de Wallis-et-Futuna, et des membres de l'Assemblée territoriale.
Entre 1962 et 2021, huit élections sénatoriales ont eu lieu et cinq sénateurs se sont succédé : Henri Loste, Soséfo Makapé Papilio, Basile Tui, Robert Laufoaulu et Mikaele Kulimoetoke.

## Chronologie
- 23 septembre 1962 - 26 septembre 1971 : Henri Loste (RI), non réélu[3] (9 ans)
- 27 septembre 1971 - 5 avril 1998 : Soséfo Makapé Papilio (RPR), décédé[4] (27 ans)
- 5 avril 1998 - 27 septembre 1998 : Basile Tui (UC), remplaçant de Sosefo Makapé Papilio, non réélu[5] (5 mois)
- 28 septembre 1998 - 27 septembre 2020 : Robert Laufoaulu (rattaché RPR, UMP puis LR, puis LIRT)[6] (22 ans)
- 28 septembre 2020 - en cours : Mikaele Kulimoetoke (RDPI)[7]